# میرولی بارکزایی
میرولی بارکزایی (زاده ۱۳۳۳ گرشک، ولایت هلمند) سیاستمدار افغانستانی و نماینده مردم ولایت هلمند در دوره‌های پانزدهم و شانزدهم مجلس نمایندگان است. وی در مجلس شانزدهم نمایندگان افغانستان عضو کمیسیون عرایض و سمع شکایات می‌باشد.

## زندگی‌نامه
میرولی بارکزایی زاده ۱۳۳۳ از گرشک، ولایت هلمند است. وی تحصیلات متوسطه خود را تا صنف ۱۴ ادامه داد و توانست سند فارغ‌التحصیلی از انستیتوت تربیت معلم گرشک را کسب کند. وی پس از آن وارد جبهه جنگ شد و از اعضای حزب اسلامی گلبدین حکمتیار بوده‌است.

## دیگر فعالیت‌ها
دیگر فعالیت‌های وی:
- معلم لیسه وزیر فتح خان ولسوالی نهر سراج ولایت هلمند (۱۳۵۷).
- قومندان جبهه جهادی (۱۳۵۸).
- آمر جهاد ولایت هلمند تنظیم حزب اسلامی (۱۳۷۰).
- رئیس اطلاعات و کلتور ولایت هلمند (۱۳۷۲).
- قومندان فرقه ۹۳ هلمند (۱۳۸۰–۱۳۸۳).
- نماینده مردم هلمند در دوره‌های پانزدهم و شانزدهم مجلس نمایندگان.